# Another Stoney Evening
Albums de Crosby & Nash
The Best of Crosby & Nash
(1978) The Best of Crosby & Nash: The ABC Years
(2002)
Another Stoney Evening est un album de David Crosby et Graham Nash, sorti en 1998. Il documente un concert donné par le duo au Dorothy Chandler Pavilion de Los Angeles le 10 octobre 1971. Son titre fait référence à un enregistrement pirate d'un autre concert du groupe intitulé A Very Stoney Evening.

## Titres
1. Anticipatory Crowd – 0:47
2. Déjà Vu (Crosby) – 5:36
3. Wooden Ships (Crosby, Kantner, Stills) – 5:56
4. Man in the Mirror (Nash) – 2:39
5. Orleans (Crosby) – 2:23
6. I Used to Be a King (Nash) – 4:55
7. Traction in the Rain (Crosby) – 4:51
8. Lee Shore (Crosby) – 4:49
9. Southbound Train (Crosby, Nash) – 5:00
10. Laughing (Crosby) – 4:59
11. Triad (Crosby) – 6:19
12. Where Will I Be? (Crosby) – 5:15
13. Strangers Room (Nash) – 3:49
14. Immigration Man (Nash) – 4:10
15. Guinevere (Crosby) – 6:26
16. Teach Your Children (Nash) – 4:22
17. Exit Sounds – 1:12

## Musiciens
- David Crosby : chant, guitare
- Graham Nash : chant, guitare, piano